# Oxford University Press
Видавництво Оксфордського університету (англ. Oxford University Press, OUP) — видавництво, що є складовою частиною Оксфордського університету, Англія. 
Це найбільше університетське видавництво у світі за фінансовим оборотом, більше за головні американські університетські видавництва та Cambridge University Press разом. Oxford University Press друкує книги з 1586 року — це друга найстаріша університетська преса після Cambridge University Press.
OUP має філії в багатьох країнах світу. Першою, в 1896 році, відкрилася філія в США, в 1905 році — в Канаді, потім ще в кількох десятках країн, таких як Індія, Пакистан, Австралія, Нова Зеландія, Малайзія, Сінгапур, Нігерія і ПАР. OUP управляється вибірним представницьким органом, Делегатами Видавництва (Delegates of the Press), що є членами Оксфордського університету. Зараз вся видавницька продукція виходить під двома брендами: власне Oxford University Press, для більшості видань, та Clarendon Press, для «престижних» наукових робіт. Філії розповсюджують свою продукцію як локально, так і через оксфордську штаб-квартиру видавництва.
OUP була звільнена від податку з корпорацій в США в 1972 році та у Великій Британії в 1978. Як відділ неприбуткової організації, зараз OUP звільнена від податку на прибуток та податку з корпорацій у більшості країн, де вона діє, проте зазвичай платить податки з продажів та інші торгові податки на свою продукцію. Зараз видавництво щороку перераховує близько 30 % свого доходу решті університету, мінімум 12 млн фунтів щороку. OUP видає понад 4500 нових книг щороку та забезпечує роботою близько 4000 працівників. Головними типами книг є довідкові, професійні та освітні видання, включаючи Oxford English Dictionary, Concise Oxford English Dictionary, Oxford World's Classics і Dictionary of National Biography. Велике число видань зараз видаються в електронному вигляді через сервіс «Oxford Reference Online», та безкоштовно доступні читачам із читацькою карткою більшості британських бібліотек.

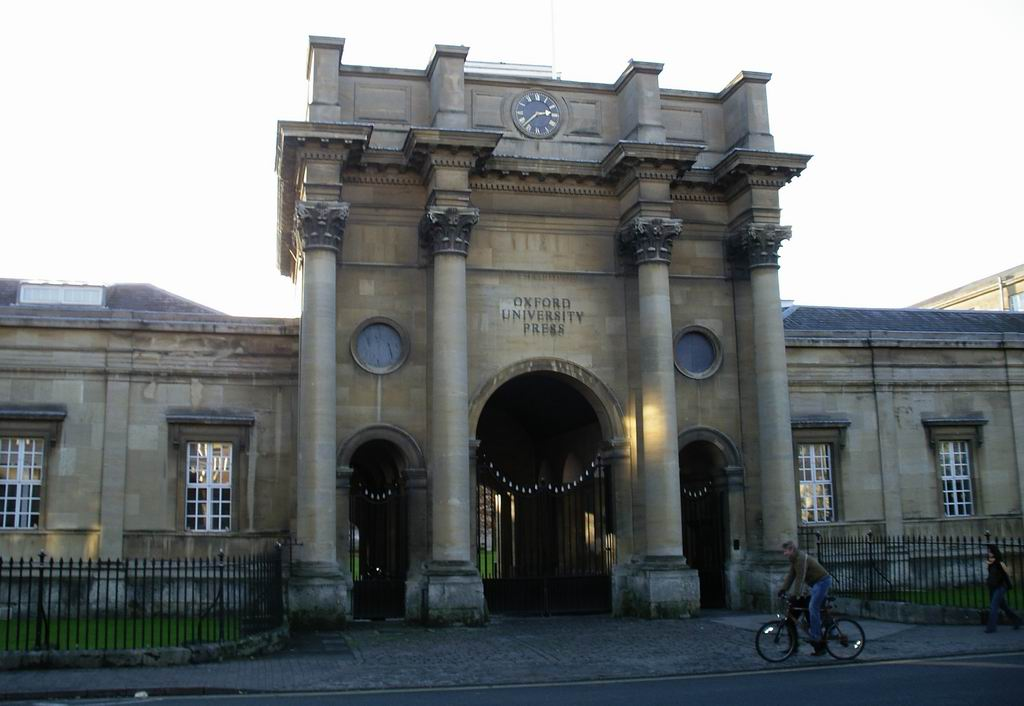
Штаб-квартира OUP на вул. Волтон

OUP зараз поступово розширюється, так у 2001 році була придбана компанія Blackstone, у 2003 році — права на видання Grove Dictionary of Music and Musicians і Dictionary of Art, у 2005 році — компанія Oceana Publications, у 2006 — компанія Richmond Law & Tax.
Книги видавництва мають номера ISBN, що починаються з 0-19, Oxford University Press є одним з лише кількох видавництв, що мають двозначні ідентифікаційні номери в системі ISBN.

## Книжкові серії
- Very Short Introduction (від 1995)

## Словники
- Oxford Latin Dictionary